# Piero Cappuccilli
Piero Cappuccilli (Trieste, 9 de noviembre de 1926 - 11 de julio de 2005) fue un barítono italiano, reconocido como uno de los principales intérpretes líricos de Verdi en el siglo XX.
Su padre, oficial de la marina, le inculcó su amor por el mar. Después de haberse iniciado en el estudio de la arquitectura, se interesa vivamente por la ópera, y debuta en 1957 en el Teatro Nuovo di Milano en Pagliacci de Leoncavallo. Fue Fígaro en El barbero de Sevilla.
Con los años, Cappuccilli se especializaría en el repertorio verdiano.
En 1964 cantó en el Teatro de La Scala en Lucia di Lammermoor de Gaetano Donizetti (como Enrico) y también en Aida. En 1966 cantó en la Arena de Verona en Rigoletto y en 1967 en el Covent Garden de Londres en La Traviata. En 1969 actúa por primera vez en Estados Unidos, en I Puritani de Vincenzo Bellini; ese mismo año debuta en el Teatro Colón de Buenos Aires con El trovador y La Traviata. En 1971 cantó en una memorable representación de Simón Bocanegra, siempre en la Scala, y en 1973 en la Ópera de París en El trovador.
En 1975 cantó de nuevo en Milán en Macbeth, con la dirección de Claudio Abbado. En 1976 encarnó a un inolvidable Jago, junto a Plácido Domingo, en el verdiano Otelo.
En 1989 se le vio por última vez en el teatro milanés en el papel de Scarpia, de la pucciniana Tosca, rol que Cappuccilli interpretó sólo en los últimos años de su carrera.
Su carrera se vio interrumpida en 1992, cuando, luego de una representación de Nabucco, sufrió un grave accidente automovilístico que aceleró su retiro; luego del cual se dedicaría a la docencia.